# Antonio Del Duca
Antonio Del Duca (Casacanditella, 4 luglio 1926 – Chieti, 9 febbraio 2021) è stato un politico italiano, esponente della Democrazia Cristiana, deputato ed europarlamentare.

## Biografia
Conseguita la laurea in medicina nel 1952 presso l'Università degli Studi di Roma "La Sapienza" e la specializzazione in oftalmologia nel 1955 presso la stessa università, intraprese la carriera di medico.
Ben presto affiancò la carriera politica a quella medica.
Fu sindaco di Casacanditella dal 1956 al 1979.
Nel 1968 (V legislatura) venne eletto deputato per la prima volta nelle file della Democrazia Cristiana; in questi anni fu membro della IX commissione (lavori pubblici) e dell'XI commissione (agricoltura e foreste).
Nel 1972 (VI legislatura) venne eletto alla Camera per la seconda volta con ben 51341 preferenze, venendo riconfermato nella commissione lavori pubblici e inserito nella XIV commissione (igiene e salute pubblica), della quale fu prima segretario (dal 1972 al 1974) e poi vicepresidente (dal 1974).
Nel 1976 (VII legislatura) venne eletto deputato per la terza e ultima volta e fu riconfermato membro della commissione igiene e sanità pubblica; venne inoltre inserito nella "Commissione parlamentare per il parere al governo sulle norme delegate previste dalla legge istitutiva del Servizio Sanitario Nazionale" e nella rappresentanza italiana all'assemblea parlamentare del Consiglio d'Europa.
Subentrò come europarlamentare, a Emilio Colombo, nell'aprile 1980, dopo essere stato candidato alle elezioni del 1979 per le liste della DC e nel 1984 fu riconfermato. Diventò vicepresidente della "Delegazione per le relazioni con i paesi dell'Asia del Sud" e membro della Commissione per la gioventù, la cultura, l'educazione, l'informazione e lo sport, della Delegazione alla Commissione parlamentare mista CEE-Grecia, della Commissione giuridica, della Commissione per l'energia e la ricerca e della Commissione per il regolamento, la verifica dei poteri e le immunità.